# Joigny
Joigny je francouzská obec v departementu Yonne v regionu Burgundsko-Franche-Comté, asi 120 km jihovýchodně od Paříže. V roce 2020 zde žilo 9 381 obyvatel. Je centrem kantonu Joigny.

## Sousední obce
Béon, Brion, Bussy-en-Othe, Cézy, Dixmont, Champlay, Chamvres, Laroche-Saint-Cydroine, Looze, Paroy-sur-Tholon, Saint-Aubin-sur-Yonne, Villecien, Villevallier

## Historie
Nejstarší osídlení bylo archeologickými nálezy zdokumentováno pro období neolitu. Současné město založil v období pozdní římské antiky Flavius Iovinius, prefekt římských legií v Galii v roce 369 a nazval je svým jménem Joviniacum. Z období galo-románské kultury se dochovaly pozůstatky železářské huti v lese Bois du Grand Marchais, a galo-románské lázně.
V raném středověku byla koncem 10. století na návrší vystavěna pevnost Renarda I. staršího, hraběte ze Sens. Zabrala tak část pozemků benediktinského opatství Sainte-Marie du Charnier de Sens. Hrad s kostelem se stal jádrem současného města, oficiálně založeného v roce 1516.
Roku 1138 zde jednu ze svých kaplí založili templáři, zůstal z ní dochován jen jediný úsek zdi s reléfním křížem.
Až do francouzské revoluce bylo území řazeno do kraje Champagne, v roce 1790 byl díky své blízkosti k řece Yonne připojeno k departementu Yonne. V úrodném kraji se od středověku pěstovalo víno a ovoce.

## Vývoj počtu obyvatel
Počet obyvatel 

## Památky

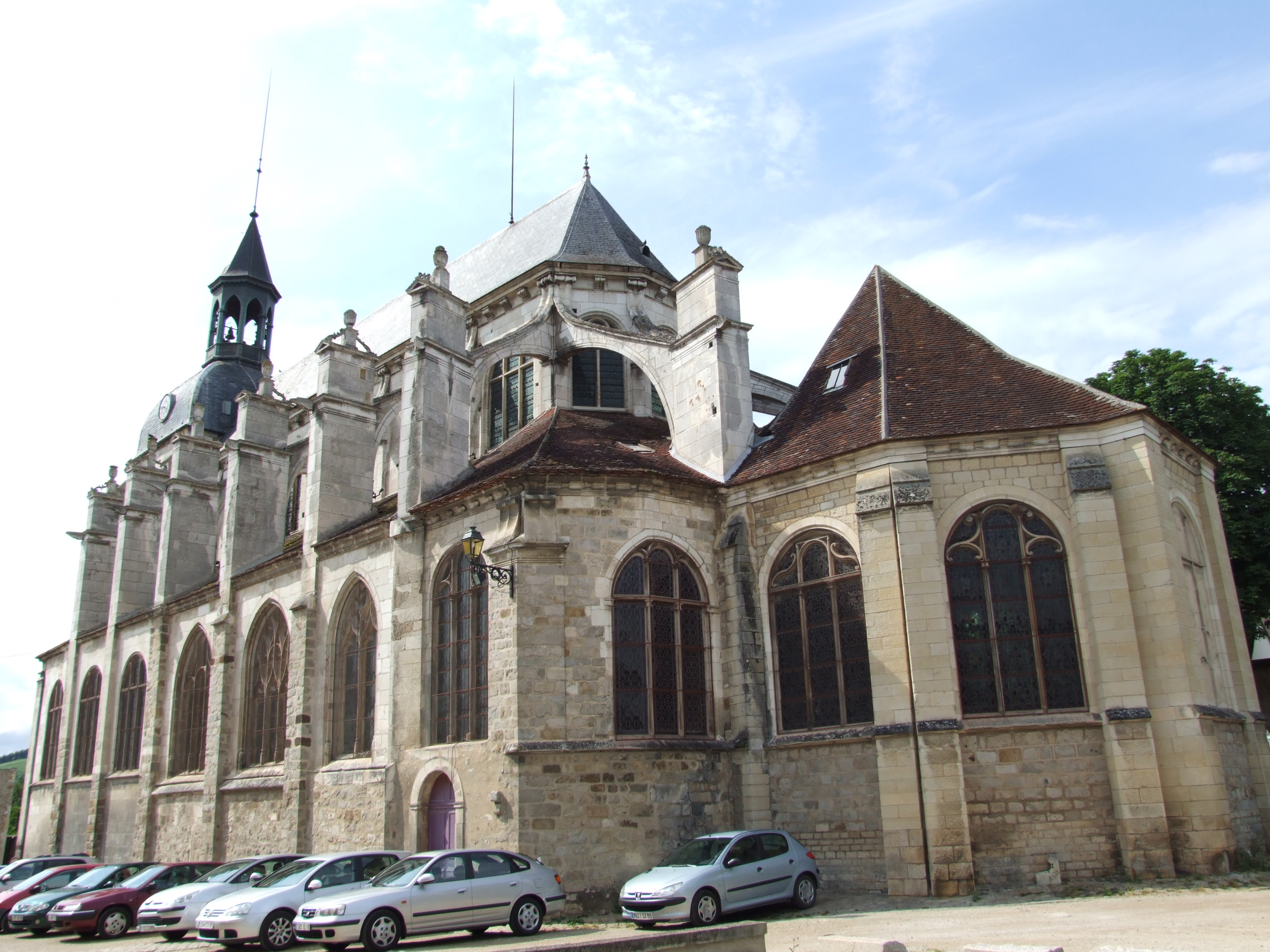
Bazilika sv. Jana

- Trojlodní gotická bazilika sv. Jana, založená ve 13. století, dostavěná v 15. století, zvýšená a zaklenutá roku 1539 pozoruhodnými síťovými klenbami. V interiéru se dochovala náhrobní tumba Aelis ze 13. století, vrchnostenská lavice s řezbami z 1. třetiny 16. století a na kúru významné varhany. Ostatní zařízení bylo v průběhu francouzské revoluce zničeno. Sousoší Oplakávání s Božím hrobem vzniklo až v 19. století.
- Hrad pánů ze Sens, ve 14. století vlastnil Miles de Noyers, rádce francouzského krále Filipa VI. z Valois, době renesanční jej získala původem italská rodina de Gondi dala přestavět na zámek, zčásti pobořený za francouzské revoluce
- středověký kamenný most se základy z 12. století
- radnice
- rodný dům Sofie Baratové, zakladatelky řádu školských sester Cacré coeur

## Slavní rodáci
- Madeleine Sophie Baratová (1779–1865) - řeholnice zakladatelka školského řádu paní Sacré Coeur